# Tesoro Środa

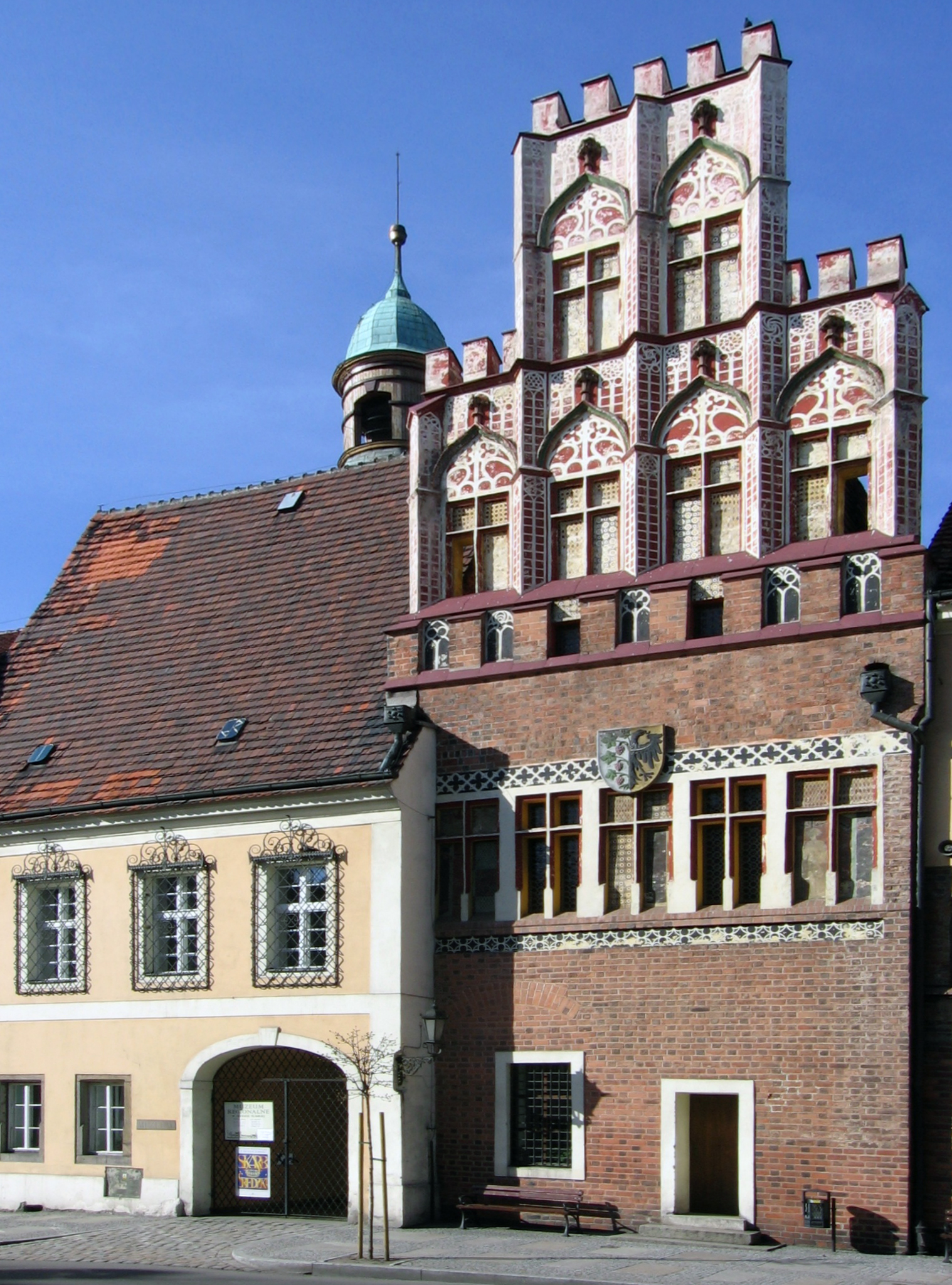
Museo Regional de Środa Śląska donde se encuentra el Tesoro Środa.

El Tesoro Środa es uno de los más valiosos hallazgos arqueológicos del siglo XX.[cita requerida] Se encontró en 1985 durante las obras de renovación de la ciudad de Środa Śląska (Baja Silesia, Polonia). La principal parte del tesoro se encuentra ahora en Museo Regional de Środa Śląska.
Elementos más valiosos del tesoro son:
- Corona de oro de mujer, probablemente pertenecía a Blanca Margarita de Valois, la primera esposa del emperador Carlos IV de Luxemburgo
- Dos colgantes de oro del siglo XII
- Dos colgantes de oro del siglo XIII
- Un broche de oro medieval decorado con piedras preciosas
- Un anillo con cabezas de dragones
- Un anillo con zafiros
- Un anillo con la luna y las estrellas
- Treinta y nueve monedas de oro
- Dos mil novecientas veinticuatro monedas de plata

## Galería

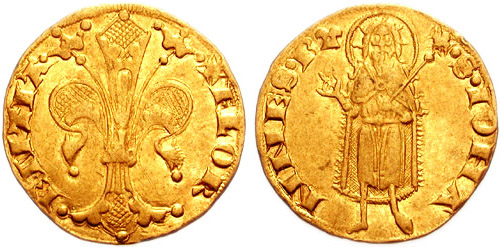
Florin (anverso y reverso)
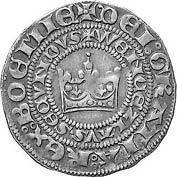
Moneda de plata (anverso)
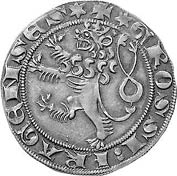
Moneda de plata (reverso)

- Datos: Q2273676
- Multimedia: Środa Treasure / Q2273676